# روي غرينوود
روي غرينوود (بالإنجليزية: Roy Greenwood)‏ (22 مايو 1931 في المملكة المتحدة - 31 ديسمبر 2011 في المملكة المتحدة) هو لاعب كرة قدم بريطاني في مركزي الدفاع والظهير. لعب مع كريستال بالاس وBedford Town F.C. ‏ وبكنهام تاون ‏.